# 小海雀属
小海雀属（学名：Aethia）是海雀科的一个属，主要分布在北太平洋、白令海和鄂霍次克海，冬季南至日本及南加州。
本属有以下四个物种：
- 白腹海雀 Aethia psittacula
- 小海雀 Aethia pusilla
- 须海雀 Aethia pygmaea
- 凤头海雀 Aethia cristatella

以上四个物种均是候鸟，栖息在开放的海洋及海岛环境中，为肉食性动物，主要以水生动物为食。